# قلعة كامينيتس-بوديلسكي
قلعة كامينيتس-بوديلسكي (بالأوكرانية: Кам'янець-Подильська фортеця؛ بالبولندية: twierdza w Kamieńcu Podolskim؛ بالليتوانية: Podolės Kameneco tvirtovė) هي قلعة روتينية-ليتوانية سابقة، وحصن بولندي لاحق من ثلاثة أجزاء. تقع في مدينة كامينيتس بوديلسكي التاريخية، بأوكرانيا، في منطقة بودوليا التاريخية في الجزء الغربي من البلاد. يُنسب اسمها إلى جذر كلمة «كامين» المشتقة من الكلمة السلافية التي تعني «الحجر».
ترجع الروايات التاريخية حول قلعة كامينيتس بوديلسكي إلى أوائل القرن الرابع عشر، على الرغم من أن الأدلة الأثرية الحديثة أثبتت الوجود البشري في المنطقة خلال القرن الثاني عشر أو الثالث عشر. شُيدت القلعة في البداية لحماية الجسر الذي يربط المدينة بالبر الرئيسي، وهي تقع على قمة شبه جزيرة شكلها نهر سموتريش [الإنجليزية] المتعرج، وتشكل نظام دفاع طبيعي لحي المدينة القديمة التاريخي في كامينيتس بوديلسكي.
جعلها موقعها على مفترق طرق النقل الاستراتيجي في بودوليا هدفاً رئيسياً للغزاة الأجانب، الذين أعادوا بناء القلعة لتناسب احتياجاتهم الخاصة، مما زاد من تنوعها المعماري متعدد الثقافات. وبوجه خاص، مجمع المدينة القديمة المحصنة للملك كازيمير الرابع، والقلعة القديمة التي أعاد بناؤها الملكان زغمونت الأول وستيفن باتوري، والقلعة الجديدة التي شيدها الملكان زغمونت الثالث وفواديسواف الرابع. ومع ذلك، على الرغم من التغييرات المعمارية والهندسية العديدة التي طرأت على البناء الأصلي، لا تزال القلعة تشكل تصميماً معمارياً متماسكاً، كونها واحدة من التشييدات القليلة خلال العصور الوسطى في أوكرانيا الحديثة والتي حوفظ عليها جيداً نسبياً.
أُدرجت القلعة مع حي المدينة القديمة كجزء من المحمية التاريخية المعمارية الوطنية «كامينيتس» ومنتزه بوديلسكي توفتري الوطني الطبيعي. يعد المجمع أحد مواقع التراث العالمي لليونسكو، والذي رُشح من قبل الممثلين الأوكران في 1989، كما أن القلعة تعتبر إحدى عجائب أوكرانيا السبعة. تعد قلعة كامينيتس-بوديلسكي حالياً المعلم الأكثر شهرة في المدينة، وهي بمثابة منطقة هامة للجذب السياحي الإقليمي والوطني.